# Tungmetal
 For alternative betydninger, se Metal (flertydig). (Se også artikler, som begynder med Metal)
Et tungmetal er generelt defineret som et metal, der har høj massefylde, atomvægt eller atomnummer. Der findes flere definitioner af, hvilke metaller der hører under tungmetallerne. En af de tidligste referencer til ordet tungmetal findes i Niels Bjerrums Lærebog i uorganisk kemi fra 1932, hvor det defineres som et metal med en massefylde større end 4 g/cm3. Denne definition fik dog aldrig officiel status.
Tungmetaller ses ofte defineret som de metaller der har større massefylde end jern. Ser man på det periodiske system er det de fleste af metallerne i gruppe 3 til 16 og efter periode 4, eller mere generelt alle overgangsmetaller. I den uorganiske kemi betragtes et tungmetal, som et metal der danner uopløselige sulfider og hydroxider, hvis salte er farvede i vandig opløsning og ofte danner farvede komplekser.

## Tungmetalforgiftning
Det er en udbredt misforståelse at alle tungmetaller er giftige. F.eks. er guld og platin begge kemisk inerte, og gør overhovedet ingen skade på levende organismer, selvom de begge betragtes som tungmetaller. Andre tungmetaller, som f.eks. kobolt, kobber, jern, mangan, molybdæn, vanadium, strontium og zink, er i små mængder essentielle for levende organismer, mens de samme metaller er skadelige i høje koncentrationer. Nogle tungmetaller som kviksølv, bly og cadmium har – så vidt man ved – ingen afgørende eller gavnlig virkning på levende organismer, og ophobning af dem i pattedyrs kroppe vil efterhånden skabe alvorlig sygdom, jf. kviksølvforgiftning.
I medicinsk forstand er definitionen betydeligt bredere, og tungmetalforgiftning kan omfatte alt fra indtagelse af overdrevne mængder af mangan, aluminium eller beryllium (som i kemisk forstand ikke betragtes som et tungmetal) til forgiftning med de ægte tungmetaller. Tungmetallernes giftighed skyldes deres tilbøjelighed til at binde sig til kroppens svovlholdige enzymer, som derved bliver sat ud af spillet, således at de mangler i stofskiftet.
Det er en uheldig egenskab ved de forskellige blyilter, som bruges i malinger, at de smager sødt. I Romerriget valgte man at søde visse vine ved at tilsætte dem blyilte, og sammen med brugen af blytallerkener og blyforinger i akvædukterne skabte det udbredt blyforgiftning i storbyernes befolkninger. Problemet og dets årsag var kendt, men der var ikke midler til at bruge det næsten ugiftige tin i de mængder der var behov for.